# Aero Boero

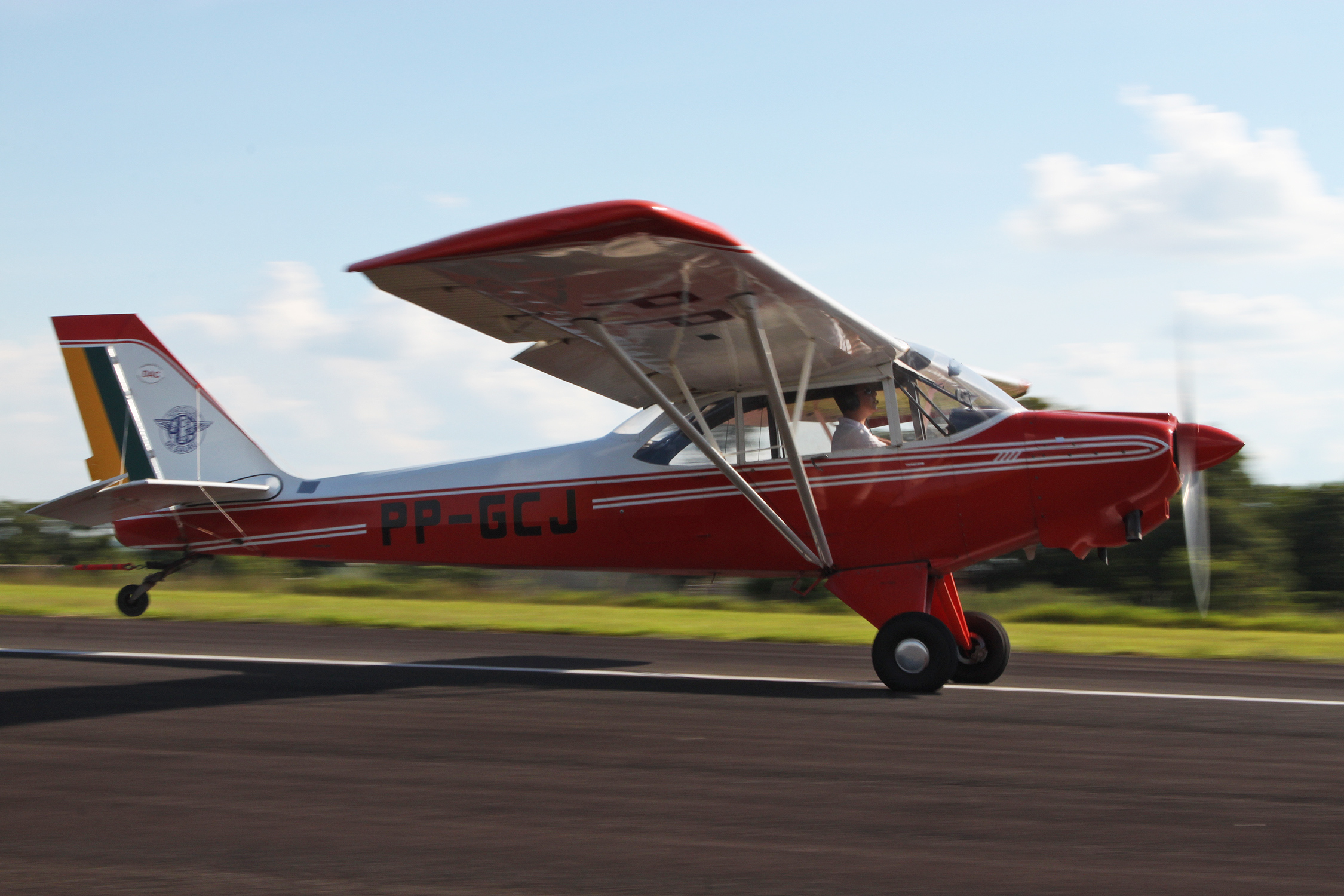
Aero Boero AB-180

La Aero Boero S.A. è un costruttore argentino di aerei, fondato nel 1956 dai fratelli Hector e Caesar Boero e da Agostino Barale a Morteros nella Provincia di Córdoba.
La ditta, nata originariamente per la manutenzione e la riparazione di aerei leggeri, costruisce una gamma di aerei civili leggeri e ad uso agricolo.
A tutt'oggi, benché l'impresa esista ancora, la produzione di aerei è cessata da più di 15 anni.
La sua attività si limita a dare supporto tecnico ai suoi clienti, curare il restauro di alcuni esemplari, provvedere alla fornitura della documentazione tecnica per la manutenzione e la fornitura di pezzi di ricambio.

## Modelli costruiti
Molti dei sottoelecati modelli sono (o sono stati) costruiti in diverse varianti:
- Aero Boero 260AG - Monoplano, monomotore, monoposto ad ala bassa.
- Aero Boero AB-95 -  Monoplano, monomotore, a tre posti ad ala alta.
- Aero Boero AB-115 - Sviluppo dell'AB-95 con motore da 115 cv e aerodinamica migliorata.
- Aero Boero AB-150 - Sviluppo dell'AB-115 con motore da 150 cv.
- Aero Boero AB-180 - Sviluppo dell'AB-115 con motore da 180 cv.
- Aero Boero AB-210 - Sviluppo dell'AB-115 con motore da 210 cv e carrello a triciclo. Costruito un solo esemplare.
- Aero Boero AB-260 - Sviluppo dell'AB-115 con motore da 260 cv e carrello a triciclo. Costruito un solo esemplare.